# Майкл Дагер
Майкл Вінсент Дагер (англ. Michael Vincent Dugher; нар. 26 квітня 1975, Едлінгтон, Південний Йоркшир, Англія) — британський політик-лейборист, член парламенту від виборчого округу Barnsley East (з 2010). Віце-голова Лейбористської партії (2011–2014) і тіньовий Міністр транспорту (з 2014).
Він вивчав політологію в Університеті Ноттінгема (1997). До свого обрання до парламенту, Дагер працював на Даунінг-стріт, 10 головним політичним прес-секретарем прем'єр-міністра Гордона Брауна. Раніше він був спеціальним радником в уряді, працював у промисловій галузі Великої Британії і займався профспілковою роботою.
Дагер обіймав посаду заступника голови Лейбористських друзів Ізраїлю. Як тіньовий Міністр транспорту, Дагар сказав в інтерв'ю New Statesman, що він хотів би бачити «більший громадський контроль залізниць» в уряді лейбористів.